# Susana Zabaleta
Susana Zabaleta (Monclova, 30 de setembro de 1964) é uma atriz e cantora mexicana.

## Biografia
Estudou ópera em Florência, Itália, finalizando posteriormente a carreira de concertista na Escola Superior de Música, na Cidade do México. No inicio de sua carreira participou de concertos com a Orquestra de Cámara de Ollin Yoliztli, participando nas óperas La Traviata, Elixir de amor e Dido e Eneas.
Entre 1986 e 1988, atuou em peças como El violinista en el tejado, Barnum, Don Quijote de la Mancha, Mi vida es mi vida e Magnolias de acero.
Por sua qualidade em ambas facetas foi premiada com "La Revelación del Heraldo de México", "El Sol de México" e otros reconhecimentos por parte da Associação de Críticos no Teatro e Meios de Comunicação.
Em 1995 gravou seu primeiro disco, ¿O...fue un sueño?, com direção de Luis Carlos Esteban, em Madrid, Espanha. Susana também atuou em telenovelas como Al filo de la muerte (1991), La sombra del otro (1996) e Pueblo chico, infierno grande (1997).
Em 1996, desempenhou seu primeiro papel protagonico no filme Sobrenatural, no qual obteve importantes reconhecimentos como nos festivais de cinema de Porto Rico e Huelva. Nesse ano também protagonizou as cintas Cossi Fan Tutte (ópera no cinema) e Elisa antes del fin del mundo.
Em 1998 regressou a televisão, participando da telenovela Una luz en el camino, onde pela primeira vez realizou uma personagem antagonista, conseguindo uma excelente crítica pelo seu trabalho por parte dos meios de comunicação. No mesmo ano, protagonizou também a cinta mexicana Sexo, pudor y lágrimas, dirigida e escrita por Antonio Serrano, a qual foi um enorme êxito. Por sua personagem, foi possuidora de diversos prêmios, destacando o Premio Ariel como Melhor Atriz do ano.
Em 2000 atuou em El hombre de La Mancha, produção de Morris Gilbert e direção de Rafael Sánchez-Navarro. Neste mesmo ano, regressou a televisão personificando a antagonista da telenovela Mi destino eres tú, compartindo créditos estrelares com Lucero e Jorge Salinas. Nesta novela ela teve problemas com a produtora Carla Estrada.
Em janeiro de 2001, filmou o filme Vivir mata, dirigida por Nicolás Echevarría, uma comedia romântica com Daniel Gimenez Cacho, Luis Felipe Tovar e Diana Bracho, o qual se estreou em fevereiro de 2002.
Em 2003 participou da telenovela Bajo la misma piel.
Eventualmente gravou os discos Quiero sentir bonito (2004) e Para darle cuerda al mundo (2005), cantando temas originais Liliana Felipe, e pelo qual recebeu Disco de Ouro por altas vendas.
Em 2008 integrou o elenco da novela Fuego en la sangre.
Em 2009 participou como conselheira do reality show Me quiero enamorar, de Televisa. Também formou parte de uma gira musical promovida pelo governo da Cidade de México, ao lado das cantorass Ely Guerra, Regina Orozco, Natalia Lafourcade e Amandititita.
Em 2010, Susana revela à revista "Vanidades" sua bissexualidade, causada por uma violação que sofreu aos 13 anos de idade, o que impressionou a todo o público.
Em 4 de julho de 2011, Susana estreou como apresentadora de televisão, no programa chamado SuSana Adicción.
Em julho de 2012, estréia a obra de teatro Amor, dolor y lo que traía puesto, ao lado de Silvia Pinal, Diana Bracho, Alejandra Barros, Gabriela de la Garza e Mariana Treviño.
No mesmo ano, fez uma participação na telenovela Por ella soy Eva.
Em 2 de outubro de 2013, Susana firma uma aliança discográfica por 5 anos entre Universal Music México e Consecuencias, sendo esta última o selo independente onde se encontra a maior parte de sua discografia previa. Em 6 de outubro, ofereceu um concerto no Teatro da Cidade "Esperanza Iris" para apresentar seu álbum, La Sensatez y La Cordura.

## Filmografia

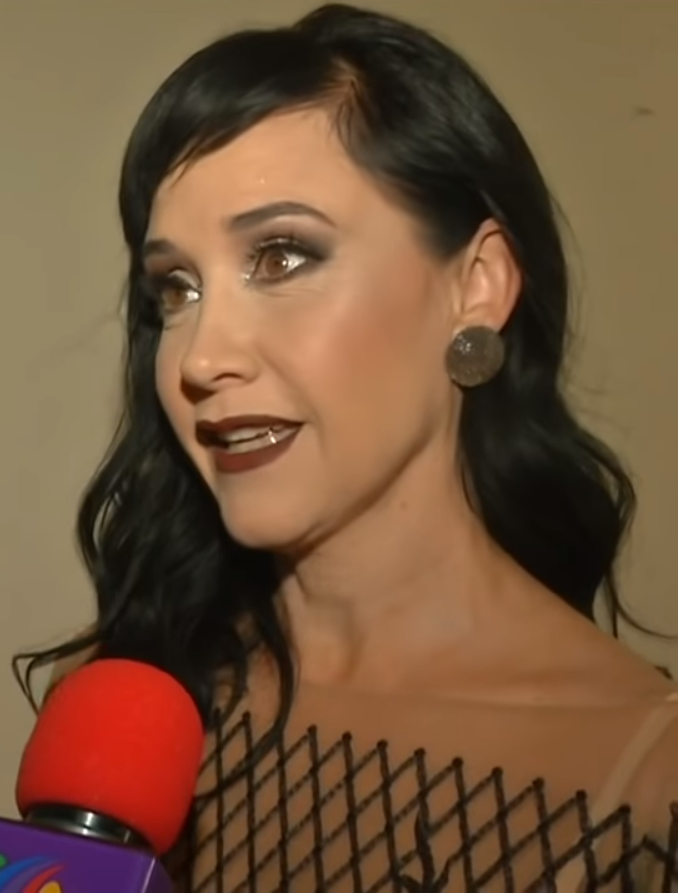
Susana Zabaleta dando entrevista em 2017.

### Televisão
| Ano      | Título                        | Personagem                                               | Notas                            |
| -------- | ----------------------------- | -------------------------------------------------------- | -------------------------------- |
| 1991     | Milagro y magia               | —                                                        |                                  |
| 1996     | La sombra del otro            | Lic. Angelina Amaral                                     |                                  |
| 1997     | Pueblo chico, infierno grande | Medarda Zavala                                           |                                  |
| 1998     | Una luz en el camino          | Astrid del Valle                                         |                                  |
| 2000     | Mi destino eres tú            | Emma Pimentel de Rivadeneira                             |                                  |
| 2001     | Salomé                        | Susana                                                   |                                  |
| 2001     | Diseñador de ambos sexos      | Alma                                                     | Episódio: "Posesión"             |
| 2002     | Cultura en línea              | Apresentadora                                            |                                  |
| 2002     | XHDRbZ                        | Teresa                                                   | Episódio: "El rastro del pasado" |
| 2003     | Bajo la misma piel            | Ivonne Acosta                                            |                                  |
| 2005     | Mujeres                       | Ana Sofía                                                | Episódio: "Amas de caza"         |
| 2006     | Cantando por un sueño         | Jurada                                                   | Temporadas 1-2                   |
| 2006     | Nuestras mejores canciones    | Ela mesma                                                | Reality show                     |
| 2006     | Los reyes de la canción       | Jurada                                                   | Reality show                     |
| 2008     | S.O.S.: Sexo y otros Secretos | Sofía                                                    |                                  |
| 2008     | Fuego en la sangre            | Ruth Uribe Acevedo                                       |                                  |
| 2009     | Atrévete a soñar              | Ela mesma                                                | Episódio: "8 de março de 2009"   |
| 2009     | Me quiero enamorar            | Conselheira especial                                     | Reality show                     |
| 2009     | Los simuladores               | —                                                        | Episódio: "El gran Motul"        |
| 2012     | Por ella soy Eva              | Eva María León Jaramillo Vda. de Zuloaga / Yadira Rivers |                                  |
| 2011- 18 | SuSana Adicción               | Apresentadora                                            |                                  |
| 2013     | Lo que más quieres            | Juez de Canto                                            |                                  |

### Cinema
| Ano  | Título                                                             | Personagem       | Notas                                                                                    |
| ---- | ------------------------------------------------------------------ | ---------------- | ---------------------------------------------------------------------------------------- |
| 1994 | Soma                                                               | —                | Curta-metragem                                                                           |
| 1994 | Pocahontas                                                         | —                | interpretação de ¿Qué será quiero saber? e Colores en el viento, temas centrais do filme |
| 1996 | Sobrenatural                                                       | Dolores Berthier |                                                                                          |
| 1997 | Cossi fan Tutte                                                    |                  |                                                                                          |
| 1997 | Elisa antes del fin del mundo                                      | mãe de Elisa     |                                                                                          |
| 1999 | Sexo, pudor y lagrimas                                             | Ana              |                                                                                          |
| 1999 | Crónica de un desayuno                                             | —                | Participação especial                                                                    |
| 2001 | Vivir Mata                                                         | Silvia           |                                                                                          |
| 2003 | Sinbad - A Lenda dos Sete Mares                                    | Marina           | Dublagem                                                                                 |
| 2007 | Colorín Colorado, este cuento no ha acabado (Happily N'Ever After) | Frieda           | Dublagem                                                                                 |
| 2009 | Boogie, el aceitoso                                                | —                | Dublagem                                                                                 |
| 2016 | Mogli - O Menino Lobo                                              | Kaa              | Dublagem                                                                                 |

## Teatro
- 2014 Los Locos Addams
- 2012 Amor, Dolor y lo que traía puesto
- 2002 Los monólogos de la vagina
- 2000 El hombre de La Mancha
- 1997 La Gran Magia
- 1996 Funesta
- 1996 Matar o no Matar (El Hábito)
- 1996 Una Sirena con Patas (El Hábito)
- 1995 Pocahontas con La Malinche (El Hábito)
- 1991 Cats
- 1989 Que planton
- 1989 Sorpresas
- 1988 Don Quijote de la Mancha
- 1988 Mi Vida es Mi Vida
- 1988 Magnolias de Acero
- 1986 El violinista en el tejado
- 1986 Barnum

## Discografia
- 2014 Dancing Queens - Un tributo para ABBA (Disco de homenagem a ABBA - Participação especial com o tema "Gracias por la música")
- 2013 La Sensatez y La Cordura
- 2013 Nueva vida (Participação especial com a canção "Voy a ser madre")
- 2011 Kinky, Retorcido
- 2009 Amarrados
- 2008 Las mujeres de Manzanero (Participação especial com o tema "Soy lo peor")
- 2008 Del tingo al tango (Disco infantil - Participação especial com os temas "El cuero se me enchino" e "Cumbia de las lombrices")
- 2007 Te Busqué
- 2006 Matar o no matar (Disco de Liliana Felipe - Participação especial com as canções "Intento de liberación de lo obsceno" e "El protoplasma", dueto com Regina Orozco)
- 2005 Para Darle Cuerda al Mundo
- 2004 Quiero Sentir Bonito
- 2002 El Pasado Nos Vuelve a Pasar
- 2002 Navidad
- 2000 Vacas sagradas (Disco de Liliana Felipe - Participação especial com a canção "¡Oh Monsiváis!" ao lado de Regina Orozco e Gabriel Minjares)
- 1998 Mexican Divas (Participação especial com a canção "Desde el baño")
- 1997 Desde el Baño
- 1995 Soundtrack Pocahontas. (Participação especial com os temas "¿Qué será quiero saber?" e "Colores en el viento")
- 1995 ¿O...Fue Un Sueño?

### Videografia
- 2006 DVD De la A a la Z

### Ópera
- El teléfono
- La Traviata
- Elixir de Amor
- Dido y Aeneas

## Prêmios e Indicações
| Ano  | Festival                                                    | Categoria                | Nomeações                  | Resultado |
| ---- | ----------------------------------------------------------- | ------------------------ | -------------------------- | --------- |
| 1996 | Diosas de Plata de los Periodistas Cinematografi. de México | Melhor Atriz             | Sobrenatural               | Venceu    |
| 1998 | Prêmios El Heraldo de México                                | Melhor Atriz             | Sexo, pudor y lágrimas     | Venceu    |
| 2000 | Prêmio Ariel de Cinema Mexicano                             | Melhor Atriz             | Sexo, pudor y lágrimas     | Venceu    |
| 2001 | Prêmio TVyNovelas                                           | Melhor Atriz Antagonista | Mi destino eres tú         | Indicada  |
| 2006 | Disco de Ouro                                               | Melhor Álbum             | Para darle cuerda al mundo | Venceu    |
| 2006 | Disco de Platino                                            | Melhor Álbum             | De la A a la Z             | Venceu    |
| 2007 | Prêmios Luna del auditorio                                  | Categoria Balada         | —                          | Venceu    |
| 2008 | Disco de Ouro                                               | Melhor Álbum             | Te busqué                  | Venceu    |
| 2019 | Prêmio Metropolitano de Teatro                              | Mejor Atriz em Musical   | Casi Normales              | Venceu    |